# Let Me Think About It
Let Me Think About It – singel duńskiej wokalistki Idy Corr i holenderskiego artysty dance'owego Fedde Le Granda, nagrany we współpracy z Duńczykiem Burhanem G. Wydany pod koniec trzeciego kwartału 2007 roku, promował album Corr pt. One.

## O utworze

### Produkcja
W 2006 roku Ida Corr, Christian von Staffeldt (alias Motrack) i Burhan Genc skomponowali utwór "Let Me Think About It" na drugi studyjny album Corr zatytułowany Robosoul. Corr, Motrack i Kasper Tranberg wyprodukowali oryginalną, albumową wersję piosenki.
Rok później Fedde Le Grand zetknął się z kompozycją. Postanowił podjąć się jej zremiksowania, a gotowy utwór wydał za pośrednictwem własnej wytwórni, Flamingo Records.

### Teledysk
Latem 2007 roku reżyser Marcus Adams nakręcił wideoklip do remiksu w Londynie. Wystąpiły w nim: Ida Corr z fryzurą afro oraz trzy tancerki – Anchelique Mariano, Dominique Tipper i Stephanie Fitzpatrick. Bohaterki klipu tańczą w nim i grają na trąbkach. Jason Beitel, tancerz, który naśladował głos Burhana G, wcielił się w głównego męskiego bohatera wideoklipu. Choreografię skomponowała Natricia Bernard.

### Nagrody i wyróżnienia
Stowarzyszenie International Federation of the Phonographic Industry (IFPI) przyznało utworowi certyfikat platynowej płyty za sprzedaż singla w nakładzie ponad osiemnastu tysięcy egzemplarzy w Danii. Piosenkę odegrano przeszło dziesięć tysięcy razy w brytyjskich stacjach radiowych, stąd Nielsen Music Control Airplay Awards Notification UK przyznało jej specjalną nagrodę. Singel został uhonorowany dwoma Danish DeeJay Awards w roku 2008 w kategoriach najlepszy utwór duńskiego DJ-a oraz najlepszy duński przebój dance'owy.

## Zawartość singla
Duńskie wydanie singla
1. "Let Me Think About It (Fedde Le Grand Club Mix)"
2. "Let Me Think About It (Fedde Le Grand Radio Edit)"
3. "Let Me Think About It (Funkerman Remix)"
4. "Let Me Think About It (Gregor Salto & DJ Madskilz Remix)"
5. "Let Me Think About It (MBK Extended Mix)"
6. "Let Me Think About It (MBK Remix Radio Edit)"
7. "Let Me Think About It (Sidelmann Remix)"
8. "Let Me Think About It (Original Album Version)"

Duńskie wydanie remiksu singla
1. "Let Me Think About It (Fedde Le Grand Radio Edit)"
2. "Let Me Think About It (Fedde Le Grand Club Mix)"
3. "Let Me Think About It (MBK Remix Radio Edit)"
4. "Let Me Think About It (MBK Extended Mix)"
5. "Let Me Think About It (Micky Slim Remix)"
6. "Let Me Think About It (Eddie Thoneick Remix)"
7. "Let Me Think About It (Funkerman Remix)"
8. "Let Me Think About It (Gregor Salto & DJ Madskilz Remix)"
9. "Let Me Think About It (James Talk Remix)"
10. "Let Me Think About It (Jason Herd's Jfunk Remix)"
11. "Let Me Think About It (Sidelmann Remix)"
12. "Let Me Think About It (Original Album Version)"

Australijskie wydanie singla CD
1. "Let Me Think About It (Fedde Le Grand Radio Edit)"
2. "Let Me Think About It (Fedde Le Grand Club Mix)"
3. "Let Me Think About It (Instrumental)"
4. "Let Me Think About It (Eddie Thoneick Remix)"
5. "Let Me Think About It (Jason Herd's Jfunk Remix)"

Niemieckie, udoskonalone wydanie singla CD
1. "Let Me Think About It (Fedde Le Grand Radio Edit)"
2. "Let Me Think About It (Fedde Le Grand Club Mix)"
3. "Let Me Think About It (Gregor Salto & DJ Madskilz Remix)"
4. "Let Me Think About It (Jason Herd's Jfunk Remix)"
5. "Let Me Think About It (Eddie Thoneick Remix)"
6. "Let Me Think About It (Instrumental)"
7. Teledysk do utworu

Amerykańskie wydanie digital download
1. "Let Me Think About It (Fedde Le Grand Radio Edit)"
2. "Let Me Think About It (Robbie Rivera Juicy Miami Mix)"
3. "Let Me Think About It (Eddie Thoneick Remix)"
4. "Let Me Think About It (Jason Herd's Jfunk Remix)"

Amerykańskie wydanie digital download – remix
1. "Let Me Think About It (Fedde Le Grand Club Mix)"
2. "Let Me Think About It (Funkerman Remix)"
3. "Let Me Think About It (Micky Slim Remix)"
4. "Let Me Think About It (James Talk Remix)"
5. "Let Me Think About It (Sidelmann Remix)"

## Pozycje na listach przebojów
| Notowanie (2007)         | Pozycja |
| ------------------------ | ------- |
| Macedonian Airplay Chart | 19      |
| UK Dance Chart           | 1       |
| UK Singles Chart         | 2       |
| UK Download Chart        | 2       |
| French Singles Chart     | 33      |
| Romanian Singles Chart   | 2       |
| Irish Singles Chart      | 8       |
| Dutch Top 40             | 11      |
| ARIA Charts              | 14      |
| Russian Airplay Chart    | 10      |
| Global Dance Traks       | 1 (2)   |

| Notowanie (2008)                 | Pozycja |
| -------------------------------- | ------- |
| Global Dance Tracks              | 1 (13)  |
| U.S. Billboard Hot Dance Airplay | 1       |
| U.S. Billboard Pop 100           | 97      |
| New Zealand RIANZ Chart          | 12      |
| Germany Top 100                  | 14      |
| Austrian Singles Chart           | 13      |
| Switzerland Singles Chart        | 23      |